# NGC 5651
NGC 5651 – obiekt z katalogu NGC (New General Catalogue) znajdujący się w gwiazdozbiorze Panny. Skatalogował go George Phillips Bond 9 maja 1853 roku jako obiekt typu „mgławicowego”. Do 2015 roku uważano, że to gwiazda o jasności obserwowanej około 15m znajdująca się w pobliżu podanej przez Bonda pozycji. Według nowszych ustaleń obiekt NGC 5632 może być błędnie skatalogowaną obserwacją galaktyki NGC 5713. Prawdopodobnie Bond nieprawidłowo zidentyfikował gwiazdę, względem której określał pozycję obiektu, i w rezultacie otrzymał błędne współrzędne astronomiczne (podobny problem dotyczy zaobserwowanych przez niego tej samej nocy obiektów NGC 5632 i NGC 5658).